# Tomate en conserva

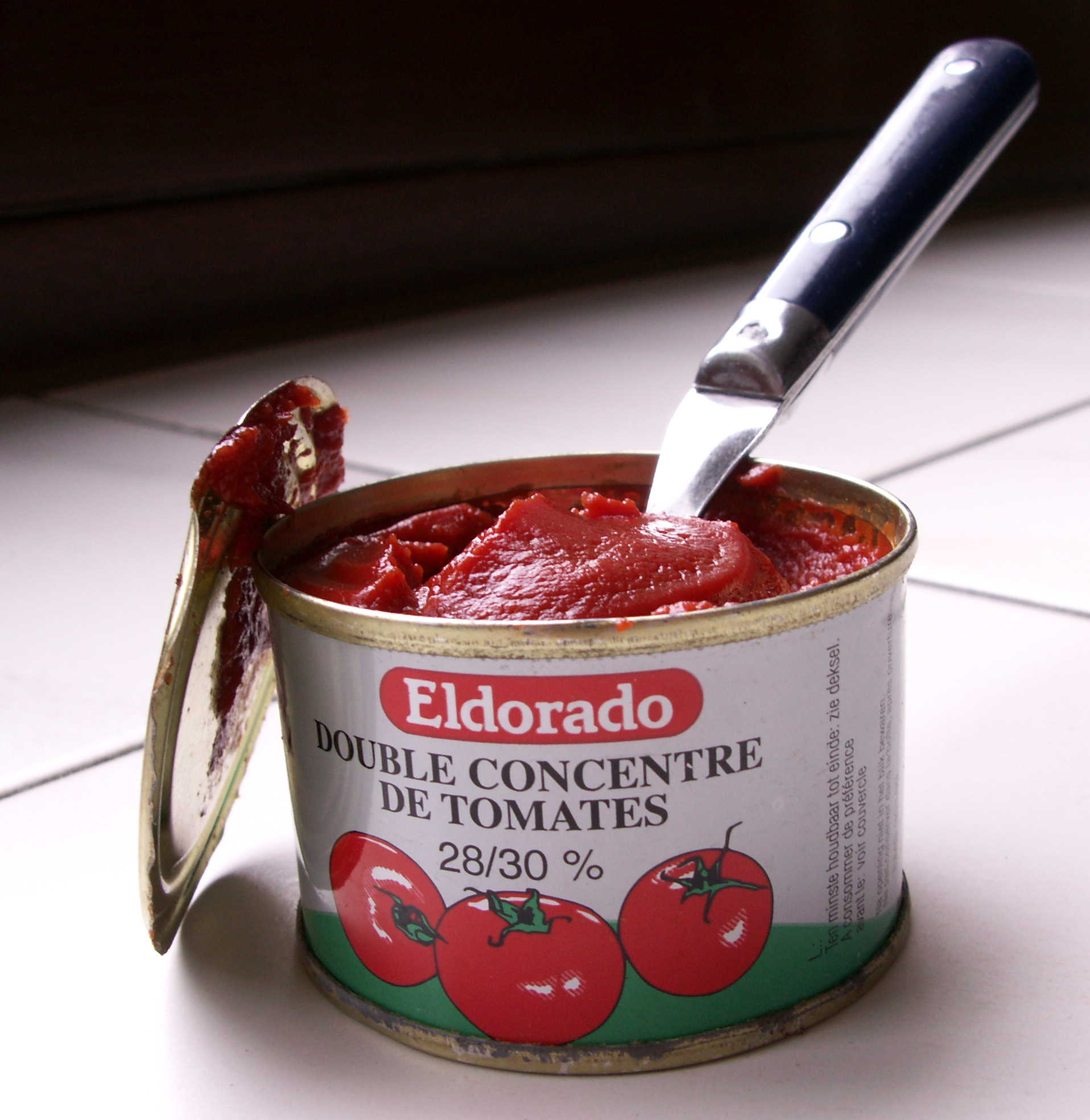
Lata de tomate.

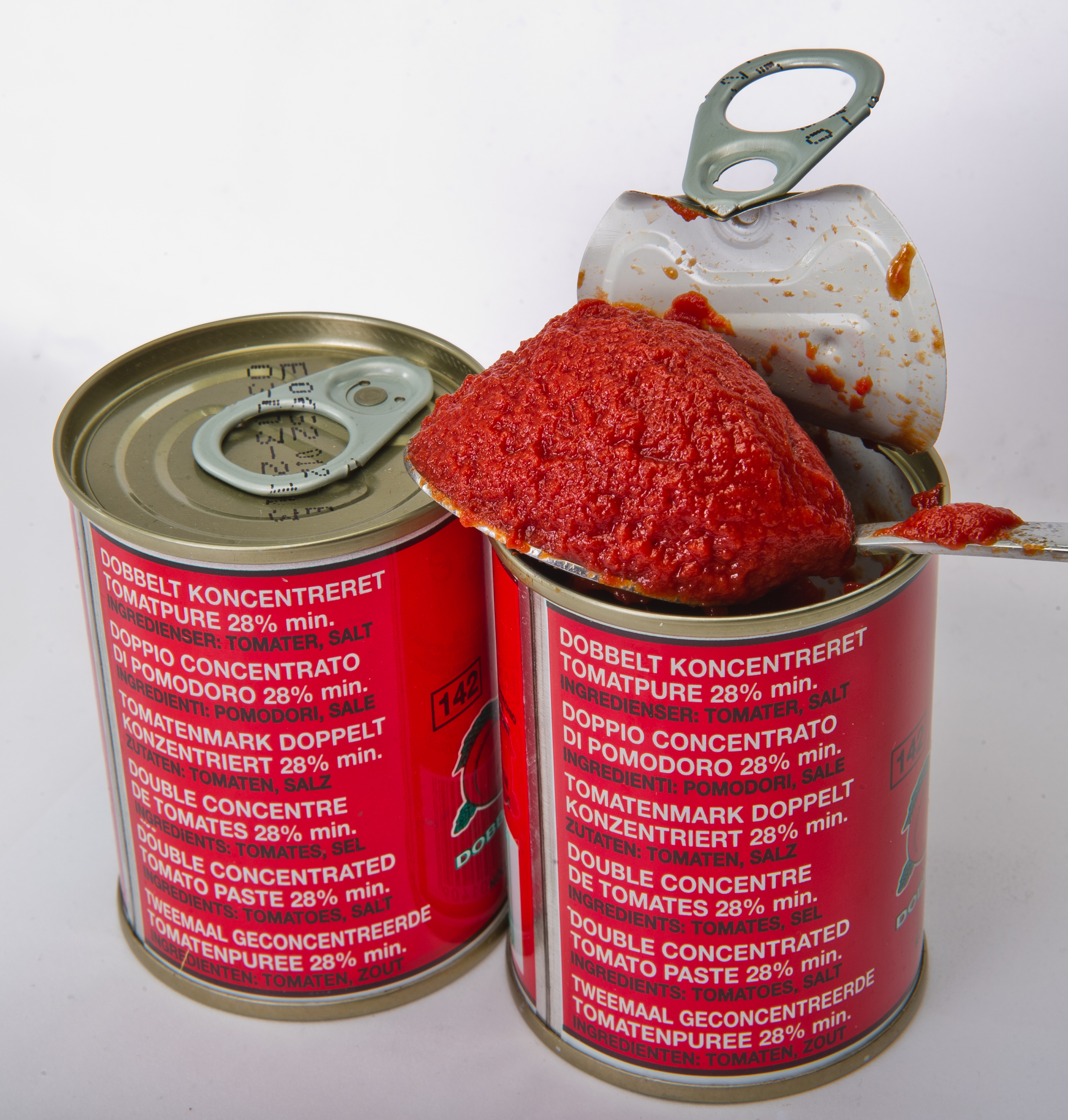

Tomate en conserva o conservas de tomate. Se trata de una forma de conservación del tomate; básicamente el proceso aplicado amplía el tiempo de conservación del tomate en condiciones normales.

## Modo de preparación
Aunque generalmente el proceso se ha industrializado mucho con pequeñas variaciones, elementalmente el proceso casero (a pesar de que quizás ha habido una continuidad, el apogeo podría encontrarse en los años 1970s) del que ha variado el industrial es el siguiente:

### Escaldado
Es un tratamiento térmico en el que se mantienen los tomates a  temperatura próxima a 95° durante 1-2 minutos. Los medios que se utilizan para el escaldado son el agua caliente y el vapor de agua.  El escaldado cumple una serie de objetivos:
- Se incrementa la densidad del producto y de este modo no flota en el líquido de gobierno.
- El número de  microorganismos presentes se reduce a veces hasta en un 90 %. El tiempo y la temperatura alcanzada serán determinantes en la reducción de los microorganismos.
- Se consigue que la temperatura en el interior del envase durante la esterilización coincida con la temperatura de saturación del vapor de agua a la temperatura del proceso. De este modo, no peligran los cierres del envase
- La concentración de oxígeno residual en el interior del envase es mínima, de forma que se impide la oxidación del producto y la corrosión de la hojalata, si este es el envase elegido.Es muy roja

### Envasado
El envasado tiene la función de proteger adecuadamente al producto de la contaminación por agentes externos, tanto bióticos como abióticos. El envase debe conservar las propiedades intrínsecas del producto tales como sabor, olor, aroma, etc.
Los envases para la venta al consumidor de tomate en conserva suelen ser metálicos, de vidrio o de combinaciones cartón-plástico-aluminio. La elección de cada envase es función de la presentación del producto (entero, triturado, frito, etc.) y del tiempo y las condiciones en las que se quiera conservar. En la conserva se introducen los tomates y el líquido de gobierno (agua y sal), añadiéndose en la mayoría de las ocasiones ácido cítrico (E-330), que se utiliza con una doble finalidad: como antioxidante y para reducir el pH de las conservas.
El escaldado produce en los tomates una serie de modificaciones que afectan a :
- Nutrientes; se pierden sales minerales, vitaminas hidrosolubles y otros componentes solubles en agua.
- Textura; se ablanda el tomate, lo que facilita el acondicionamiento en los envases.
- Sabor y color; varían el sabor de los tomates y en ocasiones el escaldado resalta el color de los mismos por la acción del aire sobre su superficie.

### Esterilización
Tras el escaldado y el rellenado de la conserva con el líquido de gobierno a una temperatura elevada, se procede al cerrado del envase y a la esterilización del mismo. De este modo se consigue eliminar levaduras, mohos y microorganismos que son los principales responsables en la alteración de los alimentos. De éstos los más resistentes al calor son las bacterias, que además son las que suelen causan la mayor parte de las intoxicaciones, debido a las toxinas que producen. Es muy importante que este fuerte tratamiento térmico altere en el menor grado posible el valor nutritivo del alimento y todas sus características propias. Para la esterilización hay multitud de equipos dependiendo de si se elige un sistema de esterilización continuo o por cargas.

## En crudo
- Se limpian bien los tomates. Se pelan bien y se escurren apretándolos y si es posible se eliminan el mayor número posible de semillas.
- Una vez pelados y limpiados los tomates: escaldarlos (introduciéndolos en agua hirviendo) o acabar su pelado y corte definitivo con un cuchillo.

- Introducir estos tomates cortados en trocitos en frascos (no llenar del todo, dejar una cámara de aire para que no exploten al ponerlos al baño María), tapar, cerrando bien los tarros para aislarlos bien del aire exterior, el cual no deberá entrar. Este proceso es básicamente el del envasado.

- Meter los frascos en una cacerola con agua fría (baño María) cuando el agua empiece a hervir; tenerlos 20 minutos. Como medio de esterilización.

## Frito
- Pelar los tomates (escaldar o manual o mecánicamente)
- Pasar estos con la batidora o con pasapuré.
- Freír con aceite en una sartén (si se quiere se puede freír con cebolla u otros aditivos u especias, según el sabor buscado)
- Echar en los frascos (no llenar del todo); tapar.
- Cocer al baño María 20 minutos. Los frascos se ponen en el agua fría y se empieza a contar los 20 minutos a partir de que el agua empiece a hervir. Este procedimiento forma parte de la esterilización.

## Forma de servir
- Como acompañamiento a otros platos con sal y aceite de oliva.
- Hacerlo en salsa.
- Transformarlo en zumo de tomate